# Credit spread
Credit spread, in finanza, è l'espressione con cui si indica tutta una serie di misure che servono per determinare quanto un investitore viene pagato per compensare l'assunzione del rischio di credito intrinseco nel titolo. Tra le ben conosciute misure di credito ci sono yield spread, asset swap spread, option adjusted spread (OAS), zero volatility spread, discount margin, default swap spread, hazard rate.
L'interest spread è invece il divario tra il tasso d'interesse su strumenti di debito emessi dal paese debitore e un tasso d'interesse di riferimento, costituito dal rendimento di obbligazioni emesse dal paese creditore, con la stessa denominazione valutaria e la stessa maturità. 

## Caratteristiche
I paesi industrializzati, dotati generalmente di un sistema economico e finanziario stabile ed affermato, godono di una situazione creditizia migliore dei paesi in via di sviluppo e, in generale, di un minore rischio paese; ciò rende meno rischiosi gli investimenti nei titoli di questi paesi e un minore tasso d'interesse. Viceversa, secondo la stessa logica, i tassi d'interesse sul debito dei paesi emergenti sono più elevati e comportano un maggiore costo del debito. 
Una delle misure più utilizzate per l'interest spread è lo spread sui Brady bond. Negli anni '90, il mercato di questi titoli è stato molto più attivo rispetto ai mercati di altri tipi di obbligazioni dei paesi emergenti, suggerendo una loro maggiore affidabilità nell'indicazione del valore delle attività sottostanti; inoltre i dati relativi agli spread su Brady bond sono disponibili con un'alta frequenza di rilevazione. 
Successivamente, il passaggio dei paesi emergenti a diverse fonti di finanziamento come prestiti bancari e, soprattutto, nuove emissioni obbligazionarie, ha messo in secondo piano i Brady bond; il nuovo debito era generalmente non garantito (a differenza dei Brady bond che erano parzialmente garantiti), e con scadenze più brevi, caratteristiche che hanno garantito spread minori e costi di finanziamento più ridotti. Per questo motivo gli spread su Brady bond possono non essere più rappresentativi del costo di finanziamento dei paesi emergenti e si rendono necessarie nuove tecniche di misurazione.
Due possibili alternative sono costituite dagli spread su Eurobond di mercati emergenti e l'EMBI+ (Emerging Markets Bond Index), un indice dei rendimenti delle obbligazioni dei mercati emergenti, compresi gli Eurobond e i Brady bond.